# Moussy (Val-d’Oise)
Moussy ist eine französische Gemeinde mit 111 Einwohnern (Stand 1. Januar 2022) im Département Val-d’Oise der Region Île-de-France; sie gehört zum Arrondissement Pontoise und zum Kanton Pontoise. Die Einwohner nennen sich Moussyacois bzw. Moussyacoises.

## Geographie
Die Gemeinde Moussy befindet sich 43 Kilometer nördlich von Paris. Sie liegt im Regionalen Naturpark Vexin français.
Nachbargemeinden von Moussy sind Le Bellay-en-Vexin im Nordwesten, Chars im Norden, Brignancourt im Nordosten, Santeuil im Südosten, Le Perchay im Süden sowie Commeny im Südwesten.

## Geschichte
Funde aus der Vorgeschichte bezeugen eine frühe Besiedlung auf dem Gebiet von Moussy.
Das Dorf wechselte öfters seinen Namen, wie es der jeweilige Grundherr wollte. So hieß es Moussy-le-Perreux von 1205 bis 1524, danach Moussy-le-Bergerot oder Moussy-Barjot. Im 18. Jahrhundert hieß es Moussy-Duquesnoy, als Pierre-Louis Casimir Duquesnoy de Vaulouis Seigneur war.

## Bevölkerungsentwicklung
| Jahr      | 1962 | 1968 | 1975 | 1982 | 1990 | 1999 | 2006 | 2019 |
| Einwohner | 81   | 58   | 80   | 98   | 102  | 113  | 147  | 121  |

## Sehenswürdigkeiten

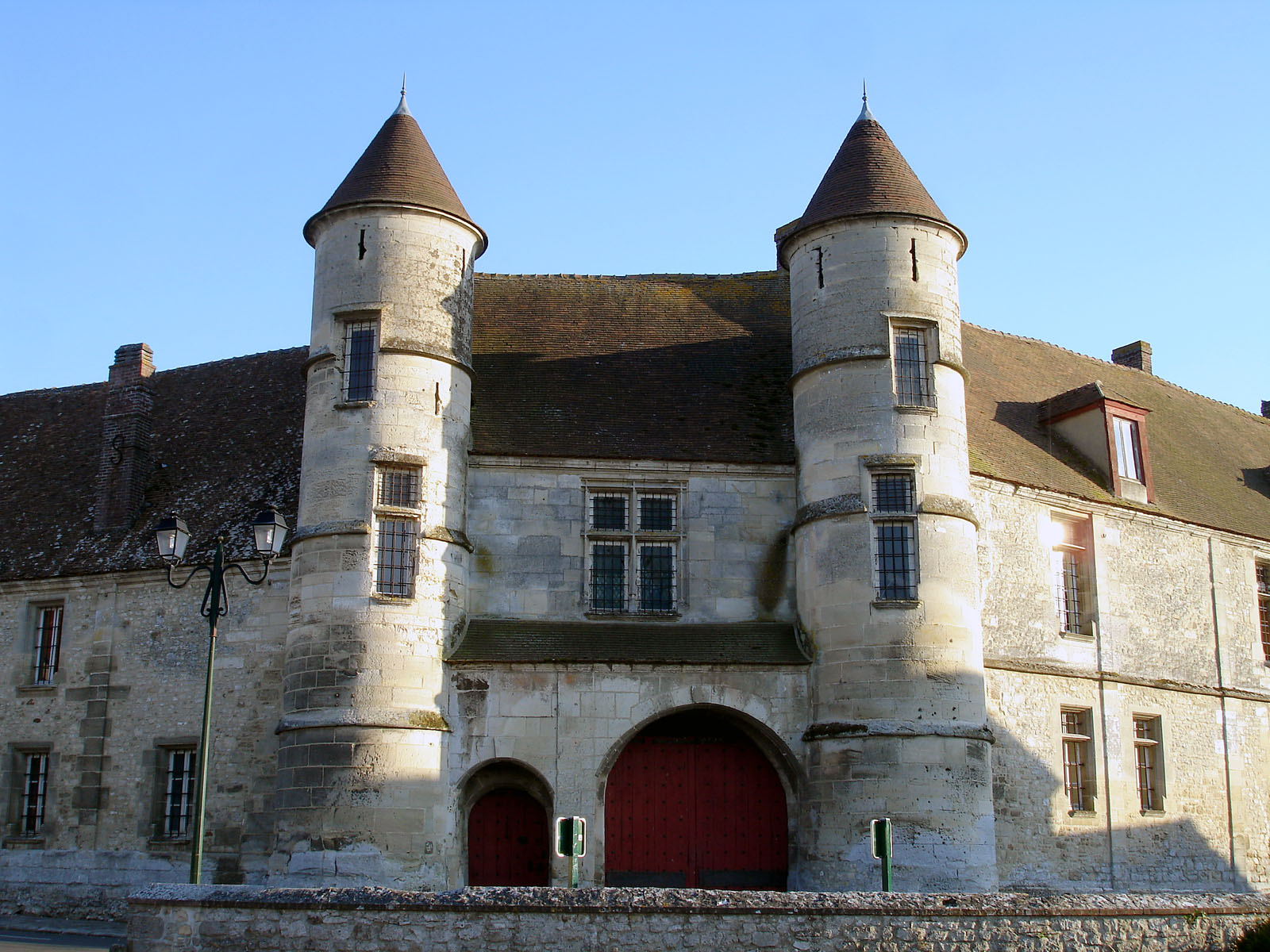
Manoir, ehemaliges Priorat

- Manoir, erbaut im 15./16. Jahrhundert (Monument historique)[1]
- Reste der 1944 zerstörten Kirche Saint-André, erbaut im 16. Jahrhundert (Monument historique)[2]